# Sainte-Luce-sur-Loire
Sainte-Luce-sur-Loire – miejscowość i gmina we Francji, w regionie Kraj Loary, w departamencie Loara Atlantycka.
Według danych na rok 2010 gminę zamieszkiwało 11 907 osób, a gęstość zaludnienia wynosiła 1040 osób/km².